# 刘汉如
刘汉如（1965年—），安徽滁州人，汉族，中华人民共和国政治人物、第十二届全国人民代表大会安徽地区代表。

## 生平
毕业于合肥工业大学汽车专业，加入中国共产党。2013年，被选为全国人大代表。2018年2月24日，当选为第十三届全国人大代表。